# 人民協定

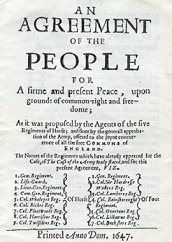
人民協議, 1647

人民协议（英語：An Agreement of the People）主要是指在1647年之1649年間在英國內戰時，為了修改憲法所提出的一系列宣言，該協議為了適應人們的要求的而提出了多個版本。1649年版本为平等派约翰·李尔本等人所创作。